# 何紹基
何紹基（1799年—1873年），字子貞，號東洲，別號東洲居士，晚號蝯叟，湖南道州（今道縣）人，道光十六年進士出身，晚清詩人、畫家、書法家。

## 生平

### 早年
何紹基早年是阮元、程恩澤門生，頗得師長器重欣賞。

### 參與科舉
道光十五年（1835年），何紹基考中乙未恩科鄉試第一（解元）。翌年（道光十六年；1836年），又考中丙申恩科殿試，獲得第二甲賜進士進士出身，被選為庶吉士，後任翰林院編修、文淵閣校理等職。之後也曾主持過福建、貴州、廣東等省的鄉試。
咸豐二年（1852年）任四川學政，因謗卸官，主講濟南泺源书院、長沙城南书院等地書院。

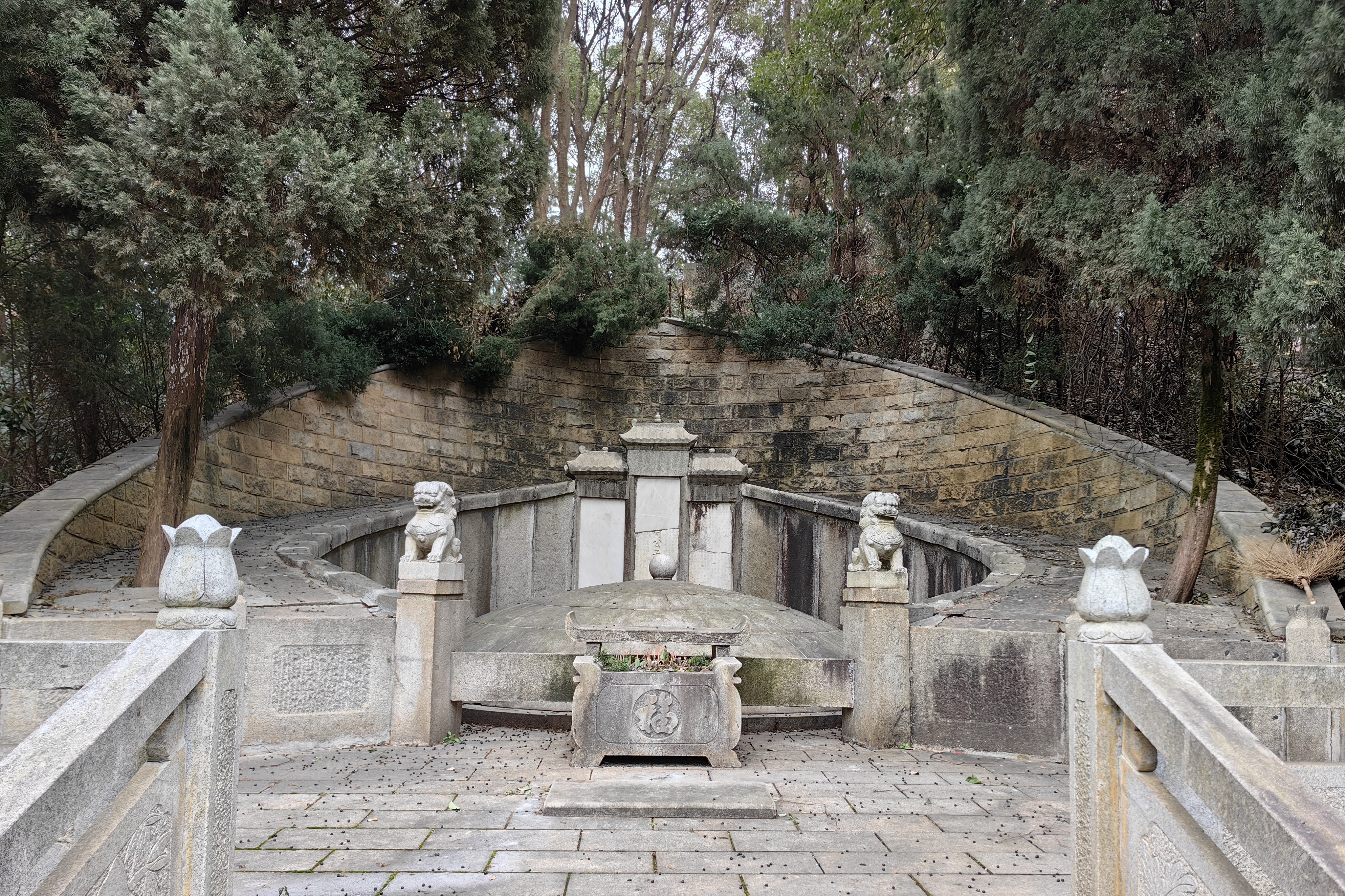
何绍基墓

同治十二年（1873年）卒於蘇州。但《清史稿·卷四百八十六》云：同治十三年，卒，年七十又五。

## 家族
父何凌漢，16歲時參加家鄉道州州試考取第一名，於嘉慶十年中乙丑科殿試第一甲第三名，賜進士及第出身，後官至戶部尚書。

## 成就
何紹基博涉群書，尤精小學，工書法，以顏真卿為基礎，又雜以上古篆籀、隸等風格，駿發雄強，獨具面貌。亦善篆刻。
有《东洲草堂诗集》、《东洲草堂文集》等。
另外，何紹基亦首創書法的執筆方式，即“回腕法”。

## 延伸阅读
[在维基数据编辑]
 《清史稿/卷486》，出自趙爾巽《清史稿》
 在维基共享资源阅览影像